# Pottia leprieurii
Pottia leprieurii là một loài rêu trong họ Pottiaceae. Loài này được Mont. mô tả khoa học đầu tiên năm 1856.